# بگذار باز خود را معرفی کنم
«بگذار باز خود را معرفی کنم» (به انگلیسی: Let Me Reintroduce Myself) ترانه‌ای از خواننده و ترانه‌سرای آمریکایی گوئن استفانی برای پنجمین آلبوم استودیویی تازه‌وارد خود است.
استفانی ترانه را همراه با راس گلن و تهیه‌کننده ترانه لوک نیکولی سرود. ترانه توسط اینترسکوپ رکوردز به عنوان تک‌آهنگ آغازین آلبوم در ۷ دسامبر ۲۰۲۰ منتشر شد.

## اجراهای زنده
استفانی در ۷ دسامبر ۲۰۲۰ برای نخستین‌بار ترانه «بگذار باز خود را معرفی کنم» را در برنامه تلویزیونی د ویس اجرا کرد. وی در کنار گروه رقص و موسیقی این ترانه را در مراسم جوایز گلوبال سیتیزن پرایز در ۱۹ دسامبر ۲۰۲۰ اجرا کرد. استفانی همچنین در مراسم‌های مختلفی همچون برنامه د وان شو بی‌بی‌سی، شب سال نو ۲۰۲۱ ان‌بی‌سی، برنامه امشب با اجرای جیمی فلن، و شبکه تلویزیونی امروز ترانه را اجرا کرد.